# Dumfries and Galloway
Dumfries and Galloway [dʌmˌfɹiːsənˈgæləweɪ] (schottisch-gälisch Dùn Phris agus an Gall-Ghaidhealaibh) ist eine von 32 Council Areas in Schottland. Im Norden grenzt sie an South Ayrshire, East Ayrshire und South Lanarkshire, im Osten an Scottish Borders und im Süden an die englische Grafschaft Cumbria. Sie liegt nördlich des Solway Firth und östlich der Irischen See.

## Beschreibung
Dumfries und Galloway umfasst drei traditionelle Grafschaften: im Osten Dumfriesshire, im Zentrum Kirkcudbrightshire und im Westen Wigtownshire. Die zwei letzteren werden zusammen auch als Galloway bezeichnet.
Nach Galloway wurden die Galloway-Rinder benannt.
Von 1975 bis 1996 bildete Dumfries and Galloway eine schottische Region.

## Geschichte
Die Region Dumfries und Galloway wurde 1975 aus den Grafschaften Dumfriesshire, Kirkcudbrightshire und Wigtownshire gebildet. Die Region war in vier Districts gegliedert:
- Annandale and Eskdale
- Nithsdale
- Stewartry
- Wigtown

1996 wurden die Regionen und Districts in Schottland abgeschafft und durch 32 Council Areas ersetzt. Die vier Districts der Region Dumfries und Galloway wurden aufgelöst und aus der ganzen Region wurde die Council Area Dumfries und Galloway gebildet.

## Orte

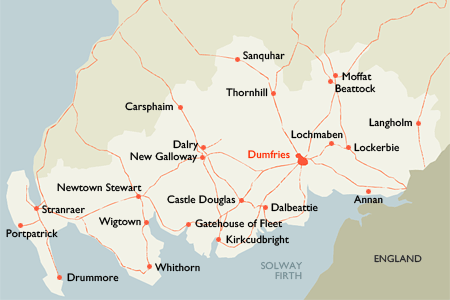
Dumfries and Galloway

| - Ae - Annan - Auldgirth - Balmaclellan - Beattock - Bentpath - Bladnoch - Boreland - Borgue - Bridge of Dee - Brydekirk - Caerlaverock - Cairnryan - Canonbie - Carsluith - Carsphairn - Castle Douglas - Castle Kennedy - Closeburn - Corsock - Creetown - Cummertrees - Dalbeattie - Dalton - Drumlanrig - Drummore - Dumfries - Durisdeer | - Ecclefechan - Eskdalemuir - Garlieston - Gatehouse of Fleet - Gelston - Girthon - Glenlochar - Glenluce - Gretna Green - Haugh of Urr - Hightae - Hoddom - Isle of Whithorn - Johnstonebridge - Kirkcolm - Kirkcowan - Kirkcudbright - Kirkgunzeon - Kirkpatrick-Fleming - Kirkton - Langholm - Leswalt - Lochmaben - Lockerbie - Millhousebridge - Minnigaff - Moffat - Moniaive | - Mouswald - Mull of Galloway - New Abbey - New Galloway - New Luce - Newton Stewart - Old Bridge of Urr - Penpont - Port Logan - Port William - Portpatrick - Ruthwell - St John’s Town of Dalry - Sandhead - Sanquhar - Sorbie - Southerness - Stranraer - Templand - Thornhill - Tongland - Torthorwald - Twynholm - Wanlockhead - Whithorn - Wigtown |

## Sehenswürdigkeiten
- Barsalloch Fort
- Bentpath Bridge
- Borgue Old House
- Caerlaverock Castle
- Cairnderry, Clyde tomb
- Cairnholy, Clyde tomb
- Carsluith Castle
- Closeburn Castle
- Corsewall Lighthouse
- Drumtroddan, Steinreihe
- Durisdeer Parish Church
- Galloway Forest Park
- Galloway House
- Gelston Castle
- Girthon Old Kirk
- Glenluce Abbey
- Hoddom Castle
- Isle Castle
- Kilmorie Stone, Cross Slab
- Kirkcowan Parish Church
- Sorbie Tower
- Southern Upland Way
- Southerness Lighthouse
- Sweetheart Abbey
- Tongland Bridge
- Torthorwald Castle
- Torhorwald Cruck Cottage
- siehe auch: Liste der Kategorie-A-Bauwerke in Dumfries and Galloway

## Steinkreise
- Girdle Stanes
- Glenquicken
- Loupin Stanes
- Torhousekie
- Twelve Apostles (Newbridge)

## Persönlichkeiten
- Aus Penpont stammte der Afrikaforscher Joseph Thomson (1858–1895).
- Die Schauspielerin Ashley Jensen wurde 1969 in Annan geboren.
- Der ehemalige Formel-1-Rennfahrer David Coulthard wurde 1971 in Twynholm geboren.
- Der Schauspieler Sam Heughan wurde 1980 in New Galloway geboren.

## Politik
Der Council von Dumfries and Galloway umfasst 43 Sitze, die sich wie folgt auf die Parteien verteilen (Stand: Mai 2017):
| Partei                  | Sitze |
| ----------------------- | ----- |
| Scottish Conservatives  | 16    |
| Scottish Labour         | 11    |
| Scottish National Party | 11    |
| Unabhängig              | 4     |
| Liberal Democrats       | 1     |

Beim Referendum über den Verbleib Großbritanniens in der Europäischen Union, bei dem Schottland mit klarer Mehrheit von 62 % für einen Verbleib votierte, stimmten in Dumfries and Galloway fast 47 % für den EU-Austritt.